# خمسة في الجحيم (فلم)
خمسة في الجحيم هو فيلم كوميدي مصري من إخراج أحمد ثروت وبطولة سعيد صالح، يونس شلبي، إسعاد يونس، أحمد عدوية، عايدة رياض، أحمد عبد الوارث ووحيد سيف، صدر الفيلم في عام 1982.

## نبذة
يتفق فهمي مع زميليه نصر وكمال على سرقة خزينة الشركة لحاجة الأول لعلاج ابنه، يستولي فهمي على حقيبة النقود المسروقة قبل القبض عليه مع نصر ويخفيها، أما كمال فلم تثبت التهمة عليه، ويتمكن اللصان من الهرب عند ترحيلهما، يصلان إلى إحدى العوامات، يغافل نصر زميله فيتصل بكمال ليضغطا على فهمي ليعطيهما نصيبهما.

## وصلات خارجية
- مقالات تستعمل روابط فنية بلا صلة مع ويكي بيانات
- خمسة في الجحيم على موقع الدهليز